# Zona Especial Norte (álbum)
Zona Especial Norte es el EP debut de los grupos punk vascos Eskorbuto y RIP, en formato de disco compartido en 1984, algo habitual por aquel entonces. Fue publicado por el sello Spansuls Records. 
Su título se inspira en un plan diseñado por el Ministerio del Interior de España, entonces dirigido por José Barrionuevo del Partido Socialista Obrero Español, que fue dado a conocer en febrero de 1983, con el objetivo de enfrentarse a la violencia de ETA para frenar la situación insurreccional y de fuerte conflictividad social y sobre todo política, que a principios de la década de 1980 se vivía en el País Vasco.
El primer material de Eskorbuto ya había sido lanzado en 1983 con el sencillo «Mucha policía, poca diversión». Mientras que RIP había lanzado sólo casetes autoproducidos de forma independiente entre 1983 y 1984.

## Grabación y contenido
En 1983, Benito Lamas López, que dirigía el fanzine musical madrileño Deoido, le pidió a Kike Túrmix, personaje mediático e imprescindible en la Movida Madrileña y amigo de RIP, un grupo de Mondragón, que se pusiera en contacto con ellos con el fin de acordar su aparición con cuatro canciones en el EP de 7” que iba a ser la primera referencia de su sello discográfico La Cara A. A mediados de febrero de 1983, coincidiendo con el concierto de RIP en el Marquee (Rock-Ola 2), Benito Lamas acuerda con RIP y el estudio de grabación Colores, en Mejorada del Campo (Madrid), que dirigían los músicos Flaco Barral (Azahar) y los hermanos José Luis Garrido y Manolo Garrido (Galaxia, Flamenco) el grabar los cuatro temas del futuro EP 7”, en dos días de estudio. Así se hizo y tuvo un coste de 28.000 pesetas.
Por problemas legales asociados a la crisis económica de la época se retrasaba la edición del EP 7” de RIP por parte de La Cara A .
Perico Sánchez que dirigía el sello discográfico Spansuls Records ofreció a La Cara A y a RIP el incluir sus cuatro temas grabados en un Mini LP 12” compartido con la otra banda punk, Eskorbuto, de Santurce, lo que ambos aceptan y se pone a disposición de Spansuls Records, sin contraprestación alguna, las grabaciones de los RIP en el estudio Colores.
Por su lado, Eskorbuto, una banda de Santurce, quienes ya habían gozado de fama mediática debido al arresto de 1983 por parte de la policía, bajo los cargos de terrorismo y estar detenidos 36 horas, realizan una grabación poco profesional en los estudios Iñaki de Bilbao, en donde registran un total de seis canciones, aunque solamente serían utilizadas 4 de aquellas. Finalmente se publica el Mini LP 12” con ambos grupos.
Luego, en los años 90, las canciones de ambos grupos aparecerían reeditadas en publicaciones respectivas, en el caso de Eskorbuto, junto con Ya no quedan más cojones, Eskorbuto a las elecciones y en el caso de RIP en la reedición de No Te Muevas en CD. En 1991, Discos Suicidas reedita en formato CD este EP sumado al primer sencillo de Eskorbuto como extra. 
Posteriormente, en 2009, Munster Records reedita este disco en formato vinilo de 12" replicando la edición original. También, en 2013, vuelve a ser reeditado en ambos formatos, CD y vinilo con las canciones de Eskorbuto "Rogad A Dios Por Los Muertos" y "Criaturas Al Poder", las cuales permanecían inéditas.

## Canciones
Todas las canciones del Lado-A fueron compuestas por Juan Manuel Suárez Fernández, Jesús María Expósito López y Francisco Galán (Eskorbuto)
Todas las canciones del Lado-B fueron compuestas por RIP.

### Cara-A
1. "Ratas de Bizkaia" - 2:52
2. "Dios, patria y rey" - 2:23
3. "A la mierda el País Vasco" - 2:37
4. "Soldados" - 3:08

### Cara-B
1. "Kaos" - 1:27
2. "Brigada Criminal" - 1:41
3. "No Hay Futuro" - 1:37
4. "Antimilitar" - 1:29

## Reedición en CD
1. "Ratas de Bizkaia" - 2:52
2. "Dios, patria y rey" - 2:23
3. "A la mierda el País Vasco" - 2:37
4. "Soldados" - 3:08
5. "Mi degeneración" - 2:16
6. "Enterrado vivo" - 2:28
7. "Mucha policía, poca diversión" - 2:52
8. "Oh! No! No! No!" - 3:33
9. "Kaos" - 1:27
10. "Brigada Criminal" - 1:41
11. "No Hay Futuro" - 1:37
12. "Antimilitar" - 1:29

## Músicos
Eskorbuto
- Juanma - bajo eléctrico y voz.
- Iosu - guitarra eléctrica y voz.
- Pako Galán - batería.

RIP
- Karlos "Mahoma" - Voz líder.
- Yul - Guitarra
- Portu - Bajo y voz líder en "Antimilitar".
- Txerra - Batería.